# Ammophila azteca
Ammophila azteca es una especie de avispa del género Ammophila, familia Sphecidae.

 Fue descrito por primera vez en 1888 por Cameron. 
Se encuentra en Norteamérica. Es posiblemente la especie más común de Ammophila en el oeste de los Estados Unidos.